# فرودگاه دایبوگو
فرودگاه دایبوگو (به انگلیسی: Diebougou Airport) یک فرودگاه با کد یاتا XDE است . این فرودگاه در شهر دایبوگو کشور بورکینافاسو قرار دارد .